# Zielachse
Die Zielachse oder Ziellinie eines Messfernrohrs ist jene Gerade, mit der terrestrische Punkte oder Himmelskörper bei der Winkelmessung angezielt (anvisiert) werden. Sie fällt bei exakt justiertem Fernrohr in dessen optische Achse. Technisch wird sie durch die Objektivachse und das Fadenkreuz des Okulars realisiert.
Da eine solche Justierung aus mechanischen und thermischen Gründen nie völlig unverändert bleibt, wird die Zielachse de facto durch zwei Punkte definiert:
- den optischen Mittelpunkt des Objektivs und
- das Fadenkreuz bzw. das Zentrum des Fadennetzes, welches sich im inneren Fokus des Okulars befindet.

Für den Beobachter am Fernrohr weist die Zielachse zu jenem Punkt der Umgebung bzw. auf der Sphäre (Himmelskugel), auf den sich das Fadenkreuz bei exakter Fokussierung (Scharfstellung) projiziert.
Damit ein Theodolit oder Tachymeter exakte Ergebnisse liefert, müssen folgende Bedingungen annähernd erfüllt sein:
1. Die Zielachse fällt mit der optischen Achse zusammen.
2. Die Zielachse soll senkrecht auf die Kippachse stehen, also mit ihr einen Winkel von 90° einschließen. Die Abweichung heißt Kollimations- oder Zielachsenfehler.
3. Die Kippachse soll senkrecht auf die Vertikal- oder Stehachse sein. Die Abweichung von 90° heißt Kippachsenfehler.
4. Die Stehachse soll mit der Lotrichtung zusammenfallen. Dies wird bei der Aufstellung am Stativ durch Libellen oder Lot-Sensoren bewerkstelligt.
5. Bei Zielung nach dem Horizont soll die angelesene Zenitdistanz 90° (bzw. 100 gon) betragen. Die Differenz heißt Indexfehler.

Zur Justierung bzw. rechnerischen Elimination dieser Einflüsse siehe Instrumentenfehler.